# Ніколь Вілкінс-Лі
Ніколь Вілкінс-Лі (англ. Nicole Wilkins-Lee, 5 лютого 1984, Стерлінг-Гайтс, Мічиган, США) — професійна американська бодібілдерша, професіонал IFBB. 4-разова володарка звання найкраща фігура Містер Олімпія, і 3-разова володарка звання найкраща фігура Арнольд Класік.

## Життєпис
Народилася 5 лютого 1984 в місті Стерлінг-Гайтс, штат Мічиган. Займалася гімнастикою близько 13 років. В підлітковому віці брала участь в змаганні з гімнастики, влаштоване за підтримки Арнольд Класік. Після змагання вона лишилася подивитися фінал конкурсу, і з того часу вирішила, що теж коли-небудь візьме участь у такому шоу.
Свою картку професіонала IFBB отримала у 2007.

## Виступи
- Містер Олімпія — 1 місце (2013, 2014, 2009), 2 місце (2012, 2010), 9 місце (2008)
- Арнольд Класік — 1 місце (2011, 2012, 2010), 8 місце (2009)
- Нью-Йорк Про — 1 місце (2009), 3 місце (2008), 4 місце (2009)
- Шеру Класік — 1 місце (2011)
- Пітсбург Про — 2 місце (2008)
- Гран Прі Австралія — 2 місце (2012)
- Турнір Чемпіонів — 1 місце (2011)